# Ana Casares
Ana Urman, conocida como Ana Casares (Stanislawów, actualmente Ivano-Frankivsk; 23 de diciembre de 1930- Buenos Aires, 13 de marzo de 2007) fue una actriz de teatro, cine y televisión ucraniana, radicada desde los 3 años en Argentina. Trabajó en Argentina y España en el teatro, el cine y la televisión y se la llamó la Brigitte Bardot argentina por su gran parecido con la actriz francesa.

## Biografía
Llegó a Argentina de su Polonia natal con su familia a los 3 años. Más adelante fue atraída por el teatro y empezó a estudiar con Heddy Crilla y luego de debutar profesionalmente junto a Pablo Palitos, en 1952, en la exitosa obra La tía de Carlos integró las compañías de Ana Lasalle, Malisa Zini, Eva Franco y Nicolás Fregues.
Comenzó su labor en cine con un papel menor en el filme El complejo de Felipe, dirigida por Juan Carlos Thorry en 1951 y cinco años después fue convocada por el director Lucas Demare para interpretar uno de los papeles centrales en el filme El último perro revelándose como una valiosa actriz dramática. 
Con Leopoldo Torres Ríos trabajó en Demasiado jóvenes, que le valió el premio a la revelación femenina compartido con María Vaner, Campo virgen y Aquello que amamos, por la que recibió el premio a la mejor actriz de reparto. 
A invitación del director español José María Forqué Casares en 1962 viajó a España donde actuó en teatro y participó en varias películas entre las que se destaca El diablo en vacaciones, de José María Elorrieta. En diciembre de 1968 retornó a Argentina, donde a la par que seguía sus estudios artísticos con Agustín Alezzo y Carlos Gandolfo participó en varios filmes, entre ellos La vida continúa, junto a Sandro y dirigida por Emilio Vieyra, y El Pibe Cabeza, de Leopoldo Torre Nilsson.
En televisión actuó en Prohibido para mujeres, de Sergio De Cecco, e intervino en varias telenovelas, entre ellas Una luz en la ciudad y la exitosa Trampa para un soñador, junto a Antonio Grimau. 
En el teatro participó en la obra de Carlo Goldoni Los chismes de las mujeres, en la de Gian Paolo Callegari Las muchachas quemadas verdes y en Periodistas al desnudo. A mediados de 1975 se retiró de la actividad artística.
Falleció en la madrugada del 13 de marzo de 2007 en Buenos Aires a la edad de 76 años. Las causas de su muerte son controvertidas. Algunos medios dijeron que su muerte se debió a un problema cardíaco, en tanto otros la atribuyeron a un suicidio por sobredosis de pastillas, citando que se encontraba sumergida en una profunda depresión y que cuando se la había visto por última vez el 2 de marzo durante el cumpleaños de su colega Patricia Shaw, los allí presentes la notaron bastante desmejorada.

## Filmografía
Participó como intérprete en los siguientes filmes:
- El Pibe Cabeza (1975)
- La vida continúa (1969)
- Bésame monstruo (1969)
- Adiós cordera (1969)
- El caso de las dos bellezas (1968)
- La esclava del paraíso (1968)
- Siete mujeres para los Mac Gregor (1967)
- El marqués (1965)
- Dos pistoleros (1964)
- Playa de Formentor (1964)
- El juego de la verdad (dir. José María Forqué) (1963)
- El diablo de vacaciones (1963)
- Las cuatro verdades (1962)
- Buscando a Mónica (1962)
- Diesmal muß es Kaviar sein (1961)
- Dos tipos con suerte (1960)
- Aquello que amamos (1959)
- Campo virgen (1958)
- El jefe (1958)
- Demasiado jóvenes (dir.Leopoldo Torres Ríos) (1958)
- El tango en París (1956)
- El último perro (1956)
- El complejo de Felipe (1951)

## Televisión
- Trampa para un soñador (1980) Serie.
- Una luz en la ciudad (1971) Serie
- Las dos caras de Juan (1967) Un episodio.
  - Escorpión (1967)
- Confidencias (1963/1964) 3 episodios.
  - Episodio del 6 de marzo de 1964 (1964)
  - El hada sin varita (1964)
  - Mademoiselle Olinda (1963)
- La noche al hablar (1964) 1 episodio.
  - Proyecto para matar (1964)
- Día a día (1963) 2 episodios.
  - Episodio del 27 de junio de 1963 (1963)
  - El tirano (1963)